# Goode
Goode ist ein Familienname.

## Herkunft und Bedeutung
Goode ist ein ursprünglich von einem Spitznamen abgeleiteter englischer Familienname mit der Bedeutung „gut“ (englisch good), der sich auf eine freundliche Person bezog.

## Namensträger

### Familienname
- Alex Goode (* 1988), englischer Rugby-Union-Spieler
- Andy Goode (Rugbyspieler) (* 1980), britischer Rugby-Spieler
- Andy Brian Goode (* 1960), englischer Badmintonspieler
- Brad Goode (* 1963), US-amerikanischer Jazzmusiker und Hochschullehrer
- Coleridge Goode (1914–2015), britischer Jazz-Bassist
- Conrad Goode (* 1962), US-amerikanischer Schauspieler
- Daniel Goode (* 1936), US-amerikanischer Komponist und Klarinettist
- David Goode (* 1966), britischer Bildhauer
- David Goode (* 1971), britischer Organist
- Erich Goode (* 1938), US-amerikanischer Soziologe und Kriminologe
- George Brown Goode (1851–1896), US-amerikanischer Ichthyologe
- Gigi Goode (* 1997), US-amerikanische Dragqueen
- Jeff Goode, US-amerikanischer Drehbuchautor und Dramatiker
- Joanne Goode (* 1972), englische Badmintonspielerin
- John Goode (Politiker) (1829–1909), US-amerikanischer Politiker
- John Goode (Autor) (1927–2008), britisch-australischer Autor und Amateur-Herpetologe
- John Paul Goode (1862–1932), US-amerikanischer Geograph
- Lauren Goode, US-amerikanische Technikjournalistin
- Lynda Tolbert-Goode (* 1967), US-amerikanische Hürdenläuferin
- Malvin Russell Goode (1908–1995), US-amerikanischer Journalist
- Matthew Goode (* 1978), britischer Schauspieler
- Milton Goode (* 1960), US-amerikanischer Hochspringer
- Patrick Gaines Goode (1798–1862), US-amerikanischer Politiker
- Richard Goode (* 1943), US-amerikanischer Pianist
- Roy Goode (* 1933), britischer Anwalt
- Samuel Goode (1756–1822), US-amerikanischer Politiker
- Tom Goode († 2015), US-amerikanischer American-Football-Spieler
- Virgil Goode (* 1946), US-amerikanischer Politiker
- William Goode (Politiker) (1798–1859), US-amerikanischer Politiker
- William Allmond Codrington Goode (1907–1986), britischer Kolonialbeamter
- William Josiah Goode (1917–2003), US-amerikanischer Soziologe
- Wilson Goode (* 1938), US-amerikanischer Politiker

### Kunstfigur
- Johnny B. Goode, Rock-’n’-Roll-Song von Chuck Berry